# 西園寺実兼
西園寺 実兼（さいおんじ さねかね/さねかぬ）は、鎌倉時代後期の公卿。太政大臣・西園寺公相の長男。官位は従一位・太政大臣。西園寺入道前相国、又は北山入道相国と号す。

## 人物像
文永6年（1269年）、祖父西園寺実氏の家督を継ぎ関東申次に就く。大覚寺統・持明院統による皇位継承問題などで鎌倉幕府と折衝にあたる。正応4年（1291年）、子・公衡に関東申次を譲ったが、公衡の死去により再度就く。当初は持明院統に近い立場に立って伏見天皇の践祚に尽力したために大覚寺統と激しく対立したが、京極為兼との確執から次第に大覚寺統寄りに転換していった。元亨2年（1322年）に薨去。また、続拾遺和歌集・玉葉和歌集・続千載和歌集などの勅撰集に入集するなど有名な歌人でもあり、また琵琶の名手でもあった。なお後深草院二条の「とはずがたり」に登場する恋人「雪の曙」は実兼であるとされる。兼好法師『徒然草』の第231段に「北山太政入道殿」として登場する。

## 経歴
以下、『公卿補任』と『尊卑分脈』の内容に従って記述する。
- 建長7年（1255年）1月5日、叙爵。
- 建長8年（1256年）3月6日、大宮院御給により従五位上。同月21日、侍従。
- 正嘉元年（1257年）閏3月27日、左少将。
- 正嘉2年（1258年）5月5日、大宮院御給により正五位下。同月13日には讃岐介を兼ね、翌14日、左中将。
- 正嘉3年（1259年）3月8日、父の譲りにより従四位上。
- 正元2年（1260年）1月5日、東二条院の御給により正四位下。
- 文応2年（1261年）1月5日、従三位。同月7日、中将は元の如し。
- 弘長2年（1262年）3月29日、父の譲りにより正三位。
- 文永3年（1266年）10月24日、権中納言。同年11月26日、帯剣を許される。
- 文永4年（1267年）1月5日、大宮院の御給により従二位。同年10月12日、父・公相の喪に服す。
- 文永5年（1268年）1月5日、大宮院の御給により正二位。
- 文永6年（1269年）6月7日、祖父・実氏の喪に服す。10月9日、出仕するよう宣下があり、12月7日には左衛門督を兼ねた。
- 文永8年（1271年）3月27日、権大納言。
- 文永10年（1273年）2月14日、養祖父・徳大寺実基が薨去したため喪に服す。
- 建治元年（1275年）11月、春宮大夫を兼ねる。
- 弘安10年（1287年）10月21日、春宮践祚（伏見天皇）により大夫を止める。
- 正応元年（1288年）10月17日、大納言。11月8日、右近衛大将を兼ね、同月25日には従一位。同年12月2日、右馬寮御監となる。
- 正応2年（1289年）10月1日、任大臣の仰せがあり18日には内大臣。
- 正応3年（1290年）1月26日、右大将を辞した。同年4月25日には上表して内大臣を辞した。
- 正応4年（1291年）12月25日、太政大臣。
- 正応5年（1292年）6月24日、随身兵仗を給わる。同年12月29日、太政大臣を辞した。
- 正安元年（1299年）6月11日、牛車の宣旨を受ける。同月24日、出家し法名を悦空とする。
- 元亨2年（1322年）9月10日、薨去。

## 母系を通しての琵琶の伝授
実兼の生母は大外記中原師朝の娘・八十前であるが、八十前の生母は琵琶西流の藤原孝道の娘・讃岐局である。実兼は母親とその実家を通して琵琶の手ほどきを受けたと考えられる。また、実兼の息男・兼季の生母は同じく琵琶西流の藤原孝泰の娘・従三位孝子であるが、孝泰の父は藤原孝道の息男・孝時である。兼季は琵琶の達人として後年活躍することになるが、父実兼同様に琵琶西流の女性達から琵琶の伝授を受けたことの影響が大きかったのである。

## 琵琶秘曲伝授の師として
西園寺家は実宗以来、しばしば琵琶の御師を務めて歴代天皇に秘曲を伝授していたことが、『圖書寮叢刊　伏見宮楽書集成一』や『文机談』に見えている。弘安9年（1286年）6月16日には実兼が当時春宮であった煕仁親王（後の伏見天皇）に楊真操の秘曲伝授をおこない、同月22日には献譜したことが後深草院御記にあり、伏見院御記にも同様の記録がある。その他にも実兼は琵琶秘曲伝授に多く関わっていることが「故入道太政大臣殿御記」に記されていて、文永9年に藤原孝頼から伝授を受けた記録、正応4年に伏見天皇に上原流泉、石上流泉を授けた記録、同じく正応4年に鷹司冬平に啄木を授けた記録、徳治2年に藤原孝章（孝頼の孫）に啄木を授けた記録、などが残されている。藤原孝頼は地下の楽人であったが、死の間際に琵琶の秘曲を伝授してくれたことを実兼は感謝し、孝頼の孫にその秘曲を伝授して家業の興隆に努めさせた他、孝頼の姪にあたる孝子を側室に迎えて兼季を儲けている。
一方、実兼だけでなく息男の公顕は延慶2年（1309年）10月23日に後伏見院に楊真操の秘曲伝授を行っている。前権大納言兼右大将であった公顕が従一位に叙せられた理由は、この秘曲伝授にあったと推察できる。正和2年（1313年）にも後伏見院は公顕から秘曲を伝授されている。元亨2年（1322年）8月12日に後伏見院は実兼から伝授を受けるつもりであったが、実兼が所労危急の状態なので藤原孝重（孝章の孫）から啄木の伝授をうけることになったという記録もある。なお、この時に実兼から口伝の筈の秘曲に関する書きつけを渡されている（後伏見院の御記によれば、元は藤原孝道が万が一の時に備えて書き留めておいた物で、後に実兼が伝授を受けた際に時にこれを書き写したものだという。勿論、院もこれをまた書き写した）。この直後の9月10日に実兼は薨去した。

## 従一位の大納言
実兼の女である西園寺鏱子は、弘安11年（1288年）4月27日、従三位に叙せられ、正応元年（1288年）6月2日、前年に即位した伏見天皇のもとに入内、同月8日女御、さらに同年8月20日には中宮となった。実兼が大納言兼右近衛大将のまま従一位に叙せられた。この時、序列で1つ上にいた大炊御門信嗣を超越した。また伏見天皇が即位するまで実兼と大炊御門信嗣が昇進できなかったということは、本郷和人が主張するように西園寺実兼は持明院統派であった傍証であると考えられる。

## 前内大臣から太政大臣への補任
寛元4年（1246年）に久我通光が前内大臣から太政大臣に補任されたが、この時までに前内大臣から太政大臣に任ぜられた者はいなかったのである。久我通光の昇進を先例として、鎌倉時代に前内大臣から太政大臣に昇進したのは徳大寺実基、実兼、洞院公守、土御門定実、大炊御門信嗣、三条実重、久我通雄である。

## 花園天皇による人物評
『花園天皇宸記』には、「入道相国酉始事切了云〃、尤以驚歎、此相国者朝之元老、国之良弼也、仕自後嵯峨之朝、為数代之重臣、頃年以來雖遁跡於桑門、猶関東執奏不変、又於重事者預顧問、上皇誠有外祖之義、於身又為曾祖之義、旁以不可不歎、何況国之柱石也、文才雖少、久仕数代之朝、閲天下之義理多矣、為朝為身悲歎尤深者也」とある。実兼が果たした役割を十分に伝える人物評である。

## 系譜
『尊卑分脈』（新訂増補国史大系）による。
- 父：西園寺公相
- 母：大外記中原師朝娘
- 正室：中院顕子 ‐ 中院通成娘
  - 長男：西園寺公衡（1264-1315）
  - 男子：覚円 ‐ 興福寺別当
  - 長女：西園寺鏱子（永福門院）（1271-1342） ‐ 伏見天皇中宮
  - 次女：西園寺瑛子（璞子、昭訓門院）（1273-1336） ‐ 亀山天皇後宮
- 妻：花山院師継娘
  - 三男：西園寺公顕（1274-1321）
- 妻：藤原孝子 - 家女房少納言局（三条局）、従三位。若狭守藤原孝泰女
  - 四男：今出川兼季（1285-1339）
  - 男子：性守 ‐ 天台座主
  - 男子：道意（1290-1356） ‐ 東寺長者
  - 女子：西園寺禧子（礼成門院、後京極院）（?-1333） ‐ 後醍醐天皇中宮
- 生母不明の子女
  - 男子：公具

児玉喜恵子は、瑛子の本当の母親は後深草院二条であるとした。